# Limbourg
För andra betydelser, se Limburg.
Limbourg är en kommun i Belgien.   Den ligger i provinsen Liège och regionen Vallonien, i den östra delen av landet, 120 km öster om huvudstaden Bryssel. Antalet invånare är 5 763. Arean är 24,6 kvadratkilometer.
Terrängen i Limbourg är huvudsakligen platt.
Omgivningarna runt Limbourg är en mosaik av jordbruksmark och naturlig växtlighet. Runt Limbourg är det ganska tätbefolkat, med 104 invånare per kvadratkilometer.